# Bob (Kačanik)
Pour les articles homonymes, voir Bob.
Bob en albanais et Bob en serbe latin (en serbe cyrillique : Боб) est une localité du Kosovo située dans la commune/municipalité de Kaçanik/Kačanik, district de Ferizaj/Uroševac (Kosovo) ou district de Kosovo (Serbie). Selon le recensement kosovar de 2011, elle compte 1 796 habitants, tous albanais.

## Histoire
Près de l'église du village se trouve un site archéologique remontant aux XIe et XIIe siècles ; mentionné par l'Académie serbe des sciences et des arts, il est inscrit sur la liste des monuments culturels du Kosovo.

## Démographie

### Évolution historique de la population dans la localité
| 1948 | 1953 | 1961 | 1971 | 1981  | 1991  | 2011  |
| ---- | ---- | ---- | ---- | ----- | ----- | ----- |
| 387  | 450  | 528  | 627  | 1 070 | 1 134 | 1 796 |

|  |